# Hechan
Hechan (en azéri : Heşan, en arménien : Աշան) est un village situé dans le raion de Khojavend en Azerbaïdjan.

## Géographie
Hechan est situé au pied des montagnes dans l'est du Haut-Karabagh

## Histoire
Entre 1923 et 1991, le village fait partie de l'oblast autonome du Haut-Karabagh au sein de la république socialiste soviétique d'Azerbaïdjan. À partir du 20 octobre 1992, il constitue une communauté rurale de la région de Martouni dans la république du Haut-Karabagh.
Le 10 novembre 2020, au cours de la deuxième guerre du Haut-Karabagh, la localité passe sous le contrôle de l'Azerbaïdjan, ce qui entraîne l'exode de la population arménienne.

## Démographie
La population s'élevait à 588 habitants en 2005 et à 544 habitants en 2015.

## Personnalités
- Levon Mirzoïan (1897-1939), homme politique soviétique
- Davit Ichkhanian (né en 1968), homme politique du Haut-Karabagh